# Plecotus strelkovi

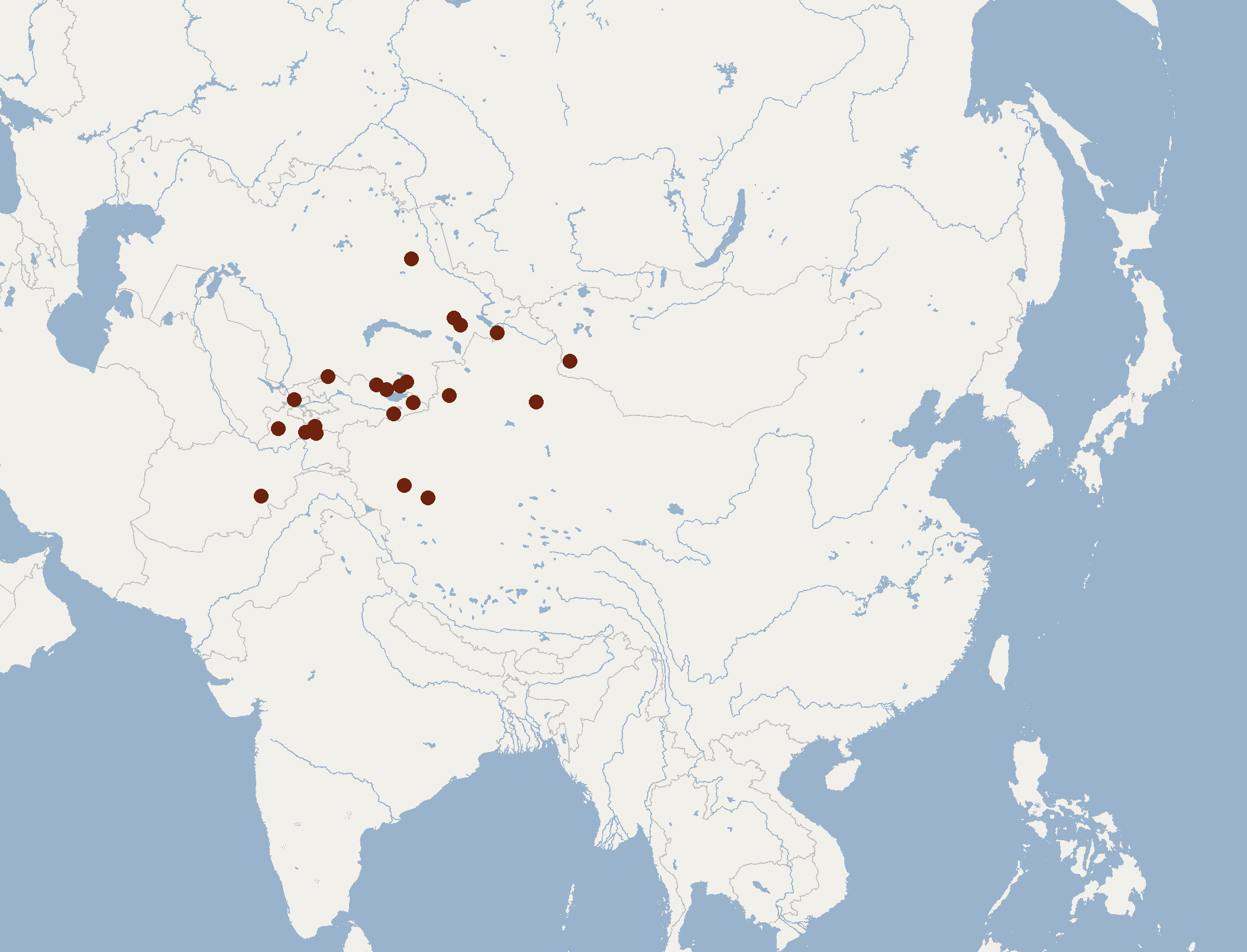
Distribución geográfica de Plecotus Strelkovi.

Plecotus strelkovi es una especie de murciélago de la familia Vespertilionidae.

## Distribución geográfica
Se encuentra en Asia Central.